# Heliocentrisme
Heliocentrisme er et verdensbillede, der placerer Solen (af græsk: Helios) i centrum af solsystemet og universet.
Denne opfattelse har været almindelig siden 1600-tallet. Aristarchos fra Samos foreslog allerede i antikken et heliocentrisk verdensbillede næsten 2000 år før Nicolaus Kopernikus.
Før dette herskede det geocentriske verdensbillede, stærkt støttet af Paven.

## Det gamle verdensbillede
Det fælles udgangspunkt for det nye verdensbillede var det aristoteliske verdensbillede, som var formuleret af Aristoteles (384-322 f. Kr.). Dette verdensbillede bestod af to ”verdener”; det supralunare og det sublunare. I dette verdensbillede var jorden centrum i universet, og alt cirkulerede rundt om denne. Det supralunare var alt det, der var over månen. Her var stjernerne fast fæstede, og det bestod af det 5. element æter. Alt var perfekt, uforanderligt og guddommeligt. I det supralunare bevægede alt sig i perfekte cirkelbevægelser, og Aristoteles troede, at disse var startet af en primus motor, da han mente, at ingen bevægelser kunne komme i gang uden en påvirkning af en kraft. Det under månen, det sublunare, bestod af fire elementer: Jord, vand, luft og ild. I den sublunare verden ville alle elementerne bestræbe sig på at komme til hver deres naturlige sted. Man troede derfor, at de tunge elementer jord og vand ville søge mod jordens centrum, hvorimod ild og luft ville søge mod månesfæren. Aristoteles' metoder til undersøgelse af hans verdensbillede var kvalitativt og teleologisk (formålsbestemt), da der bl.a. ikke var nogle matematiske formuleringer og præcise angivelser. Dette verdensbillede stemmede meget overens med det kirkelige syn på verden, og blev derfor også antaget som det rigtige i næsten 2000 år.

## Kopernikus' brud med verdensbilledet
Det første store brud med Aristoteles’ verdensbillede kom fra Nicolaus Kopernikus (1473-1543). Det skyldtes, at man i renæssancen begyndte at søge tilbage i tiden. "Tilbage til kilderne" var deres kampråb. Dette førte til mange oversættelser af gamle filosofiske værker, hvilket gav anledning til at finde fejl i de gamle filosoffers beskrivelser af verden. Under den sorte død havde man koncentreret sig om at overleve, men i renæssancen fik man et overskud økonomisk, socialt og videnskabeligt. Italien søgte tilbage til deres storhedstid, nemlig romerriget. Dette førte til at resten af Europa blev fascineret af Italien og deres undersøgelser af verden. Der kom en stigende eventyrlyst og interesse for at undersøge verden hos det enkelte menneske. Man søgte efter nye handelsveje for at øge rigdommen i samfundet, og ligesom den stigende interesse for de nye dele af verden, blev interessen for undersøgelse af mennesket og rummet også forøget. Det var derfor også på dette tidspunkt, at Kopernikus begyndte at fundere over sit verdensbillede. Kopernikus troede ikke på, at jorden var i midten af universet. Han mente, at solen måtte være i midten. Uden om den cirkulerede alle de andre planeter. Dette forklarede også parallaksen (vinkelen med den nærmeste stjerne), som Kopernikus kunne se. Ud fra det sluttede han også, at universet måtte være 500 gange større end man hidtil havde troet. Dette blev kaldt det heliocentriske (sol-centrede) verdensbillede, mens det aristoteliske/ptolemæiske verdensbillede hed det geocentriske (jord-centrede) verdensbillede. Kopernikus’ verdensbillede forklarede også Mars’ sløjfeformede bane på himlen. Det var dette, som Ptolemæus forklarede vha. de såkaldte epicykler. Der var dog stadig en del skepsis fra kirken, selvom kirken selv havde ansat Kopernikus til at fastlægge påsken, troede de ikke på, at solen kunne være det centrale i universet. Da Kopernikus i 1543 udgav sin bog ”De revolutionibus orbium caelestium” skrev kirken også i forordet, at dette blot var en matematisk model, en hypotese, som ikke passede med virkeligheden.

## Tycho Brahes verdensbillede
I november 1572 opdagede Tycho Brahe (1546-1601) en såkaldt stella nova, en ny stjerne. Det var et meget stort brud med det aristoteliske verdensbillede. Da det supralunare område var uforanderligt, kunne en ny stjerne ikke opstå. Senere, i 1577, så Brahe en komet på himlen. Ud fra længdeudregning kunne han bedømme, at kometen befandt sig i det supralunare område, og at den havde krydset flere af planeternes baner. Dette var igen et brud på det gamle verdensbillede. Aristoteles mente jo, at alt i det supralunare område, bevægede sig i cirkelrunde baner rundt om jorden, men det gjorde denne komet ikke. Det supralunare område skulle også være et område, hvor intet opstod eller forgik. Kometen modbeviste også denne påstand, da man ikke havde set den før. Da Tycho havde fundet alle disse fejl i det gamle verdensbillede, blev han nødt til at vende sig mod dette, men han tog ikke Kopernikus’ verdensbillede til sig. Tycho mente nemlig ikke, at jorden kunne bevæge sig, for hvis den gjorde det, ville man kunne måle en parallakse, og det kunne han ikke. Den manglende parallakse kunne skyldes at hans målenøjagtighed ikke var god. Hvis det var tilfældet, regnede Brahe sig frem til at afstanden fra solen til den nærmeste fiksstjerne måtte være 700 gange længden fra solen til Saturn. Dette stred imod det gamle økonomiprincip, at naturen ville ikke gøre noget unødvendigt, altså at Gud ikke ville have ladet så meget plads gå til spilde. Derfor kom Brahes verdensbillede til at se således ud: Jorden står stille nær universets centrum, uden om den cirkulerer solen og månen, rundt om solen cirkulerer de resterende planeter, og yderst er fiksstjernerne. Alle banerne i denne model er cirkelrunde.

## Modstanden mod det nye verdensbillede
I Renæssancen havde den katolske kirke stadig meget magt i samfundet, og det var også derfor, at de nye verdensbilleder ikke blev godkendt som rigtige lige med det samme. Kirken havde taget godt i mod det aristoteliske/ptolemæiske geocentriske verdensbillede, da dette satte jorden i centrum af universet. Kirken mente, at mennesket var centrum i universet, derfor passede det dem godt, at alt cirkulerer herom. Men da Kopernikus udgav sin bog med det heliocentriske verdensbillede, blev den sat på listen over forbudte bøger (Index Librorum Prohibitorum), selv om det var paven, der havde hyret ham til at undersøge rummet, så påsken kunne fastlægges. I forordet til hans bog blev der også skrevet, at dette blot var matematiske modeller, som intet havde med virkeligheden at gøre. Kirken kunne ikke forestille sig, at jorden ikke skulle være centrum, når mennesket var det vigtigste i universet. Det skulle dog også tage videnskabsmænd over 200 år at overbevise kirken om, at dens syn på verden var forkert. Tycho var heldigere end Kopernikus, kirken havde nemlig ikke noget imod hans verdensbillede, da dette stadig var geocentrisk, og han kunne derfor fremlægge sine teorier for verden uden indblanding fra kirken. Der var også en stor modstand mod det nye verdensbillede fra den almene befolkning, da man i lang tid havde taget det aristoteliske/ptolemæiske verdensbillede som sikker viden. 
For at opsummere: Kopernikus var den første, der udgav materiale om sin tvivlen på det gamle verdensbillede, da han satte solen i centrum af universet i stedet for jorden. Et par år efter var det Tycho Brahe, der begyndte at fundere over sit verdensbillede. Han sætter igen jorden i centrum, men resten af planeterne cirkulerede dog rundet om solen. På trods af stor modstand har det nye verdensbillede betydet meget, da man kan sige, at det var dette, der satte tankerne i gang hos de videnskabsmænd, der kom efter Brahe og Kopernikus. Brahes og Kopernikus’ verdensbillede var det, der førte til det verdensbillede vi har i dag.